# Kintyre
Kintyre är en halvö i västra Skottland belägen i den sydvästra delen av Argyll and Bute. Området sträcker sig omkring 48 kilometer från Mull of Kintyre i söder till East Loch Tarbert i norr. Området norr om halvön är känt som Knapdale.

## Beskrivning
Geografiskt sett är Kintyre en lång och smal halvö med en maximal bredd på 18 kilometer från väst- till östkusten. Huvudorten är Campbeltown, belägen omkring 32 kilometer från Mull. Områdets ekonomi har länge varit grundad på fiske och jordbruk.

## Orter på Kintyre
Achinhoan, Bellochantuy, Campbeltown, Carradale, Clachan, Claonaig, Dippen, Drumlemble, Glenbarr, Grogport, Kennacraig, Kilchenzie, Killean, Machrihanish, Muasdale, Peninver, Saddell, Skipness, Southend, Stewarton, Tarbert, Tayinloan, Torrisdale, West Tarbert och Whitehouse.